# Yusuf Yildiz

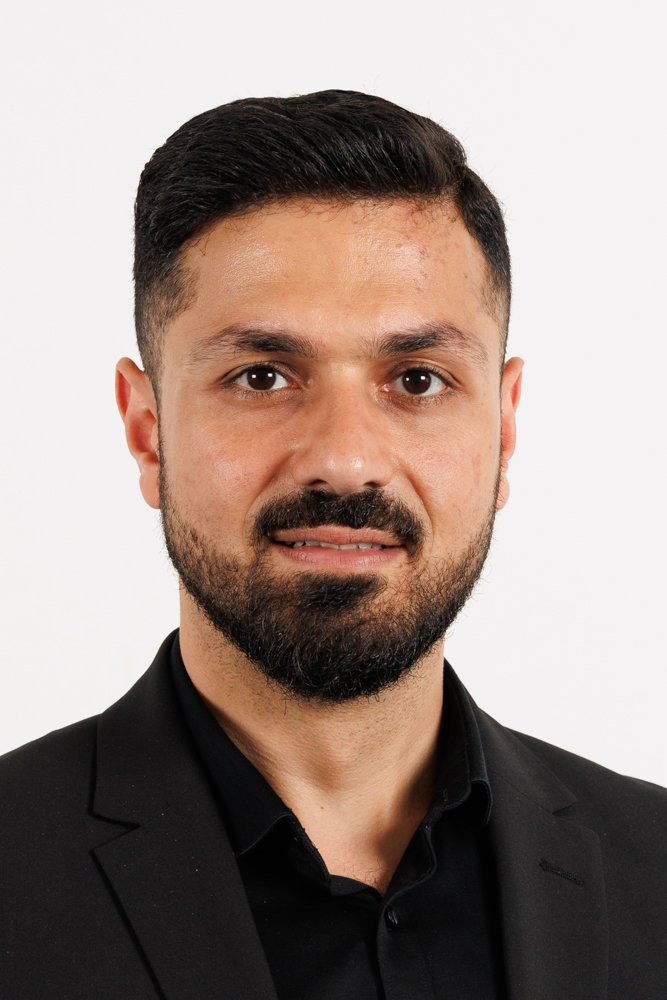
Yusuf Yildiz

Yusuf Yildiz (Sint-Joost-ten-Node, 2 januari 1987) is een Belgisch politicus voor de PS, die voorheen actief was voor cdH/Les Engagés.

## Biografie
Van opleiding IT-technicus, ging Yildiz, die Turkse roots heeft, van 2010 tot 2015 als bewakingsagent aan de slag in de veiligheidssector. Nadien was hij van 2016 tot 2024 toeristisch reisagent, van 2021 tot 2024 bedrijfsleider in de telecommunicatiesector en van 2021 tot 2022 inspecteur bij energiebedrijf Engie en een glasvezelbedrijf.
Hij engageerde zich tevens in de lokale politiek in Schaarbeek en werd bij de gemeenteraadsverkiezingen van oktober 2018 als onafhankelijke verkozen tot gemeenteraadslid van de gemeente, op de Lijst van de Burgemeester van Bernard Clerfayt. Na een intern conflict verliet Yildiz samen met een ander gemeenteraadslid de Lijst van de Burgemeester en ging hij in december 2018 als onafhankelijke in de gemeenteraad zetelen. Enkele maanden later, in maart 2019, sloot hij zich aan bij het cdH. Voor de partij was Yildiz kandidaat bij de Brusselse gewestverkiezingen van mei 2019, maar hij werd niet verkozen.
In 2022 vervelde het cdH tot Les Engagés, waarbij de partij afstand nam van haar humanistische ideologie. Yildiz kon zich hier niet in vinden en verliet daarom in januari 2023 de partij. In december 2023 sloot hij zich vervolgens aan bij de socialistische PS. Voor deze partij werd hij in oktober 2024 herkozen in de gemeenteraad van Schaarbeek.
Voor de PS werd Yildiz bij de verkiezingen van juni 2024 tevens verkozen in het Brussels Hoofdstedelijk Parlement. Hij werd er lid van de commissies Territoriale Ontwikkeling en Binnenlandse Zaken. 